# Милош Бојовић
Милош Бојовић (Приштина, 25. јун 1938 — Београд, 5. август 2001) био је југословенски и српски кошаркаш, правник, спортски новинар и политичар.

## Биографија

### Спортска каријера
Рођен је 25. јуна 1938. године. Основну школу је завршио у Приштини. Једно краће време породица одлази да живи у Крагујевац 1952. године, а затим се сви пресељавају у Београд 1954 године. У Београду Милош је завршио гимназију и већ тада почиње да тренира кошарку, као шеснаестогодишњак у јуниорској екипи Партизана. Читаву играчку каријеру је провео у београдском Партизану. Током 13 сезона, одиграо је 202 утакмице и постигао 4.086 поена. Био је три пута први стрелац Партизана (1962, 1963 и 1964). Бојовић се налази на првом месту по броју постигнутих поена на једној утакмици за Партизан. Дао је 59 поена на утакмици против Слована из Братиславе 1964. године.
Био је на позајмици у ОКК Београду за сезону 1963/64. када је тај тим играо у Купу европских шампиона. Током три утакмице просечно је постизао 7,3 поена.
Био је члан репрезентације Југославије која је освојила бронзану медаљу на Европском првенству 1963. у Вроцлаву у Пољској. Током шест утакмица на турниру просечно је постизао седам поена по утакмици. Био је члан националног тима који је освојио сребрну медаљу на Европском првенству 1965. у Совјетском Савезу. Током шест одиграних утакмица просечно је постизао шест поена по мечу.
Након завршетка играчке каријере, радио је као главни тренер јуниорског тима Партизана од 1969. до 1972. После тога био је члан стручног штаба Партизана. Током касних 1980-их, Бојовић је био председник Кошаркашког савеза Београда.

### Остало
Радио је као спортски новинар и писао о кошарци. Године 1963. године почео је да ради у листу Политика, а затим у новооснованој Политици Експрес. Током 1970-их пратио је и писао о националном кошаркашком тиму.
Дипломирао је на Правном факултету Универзитета у Београду. Године 1986. отворио је своју адвокатску канцеларију заједно са супругом Весном. Једно време је обављао функцију државног правобраниоца СР Југославије.
Почетком 1990-их Бојовић је био посланик у Народној скупштини Србије. Изабран је на општим изборима у Србији 1990. године. Касније је изабран за Савезни парламент СР Југославије.
Преминуо је после дуге и тешке болести 5. августа 2001. године у Београду у 63. години живота.